# Coca de quarto
La coca de quarto és un pa de pessic típic de Mallorca que es caracteritza per la manca de llevat a la seva composició. Una altra característica que la fa diferent a la resta de coques és la proporció de farina i sucre que conté, perquè porta més sucre que farina. Es coneixen moltes proporcions i diferents receptes per fer-la. De fet molta gent la fa amb fècula de patata en lloc de farina. És ideal amb gelat a l'estiu i amb xocolata a l'hivern.
Un quarto és una peça de pastisseria feta de la mateixa pasta que la coca. A Palma s'hi fan quartos embetumats, farcits de vermell d'ou i coberts de merenga.